# 塩の湯温泉 (栃木県)
塩の湯温泉（しおのゆおんせん）は、栃木県那須塩原市（旧国下野国）にある塩原温泉郷の一つの温泉。国道400号から栃木県道56号塩原矢板線に入り塩の湯分岐を直進し高原山から流れ出す鹿股川に沿って上流に登った渓谷に2軒の温泉旅館と1軒のホテルがある。名前のとおり塩原温泉の中では一番塩分の強い温泉。塩の湯分岐を右に進めば高原山系の八方ヶ原や栃木県民の森、尚仁沢湧水へ行ける。
　

## 泉質
- ナトリウム・カルシウム - 塩化物泉
  - 源泉温度 : 40 - 57℃

### 効能
- きりきず・やけど・慢性皮膚病・虚弱児童・慢性婦人病

※注 : 効能はその効果を万人に保証するものではない　

## 歴史
1598年（慶長3年）、主君の改易により船生の領地を失った君島備中守高胤の庶子五郎右衛門永胤は、分家の子孫を頼って茗荷の里に温泉を開いたのが塩の湯温泉のルーツとなっている。

## 温泉街
2022年6月までは明賀屋本館と柏屋旅館の2軒の温泉宿であった。2022年7月にホテル塩の湯温泉「蓮月」が新規オープンし、合計3軒の宿泊施設がある。
このうち、明賀屋本館は1674年（延宝2年）創業の300年以上の歴史をもつと言われている。
　

## アクセス
鉄道
- 宇都宮線西那須野駅または東北新幹線那須塩原駅西口よりJRバスで約40分、「塩原塩釜」や「七つ岩吊橋」下車。宿泊の場合は各宿がバス停付近までの送迎をしている。タクシー利用の場合は各駅から直接タクシー利用が望ましい。

自動車
- 東北自動車道西那須野塩原ICより国道400号へ約20分。